# Jesper Jensen (handbollstränare)

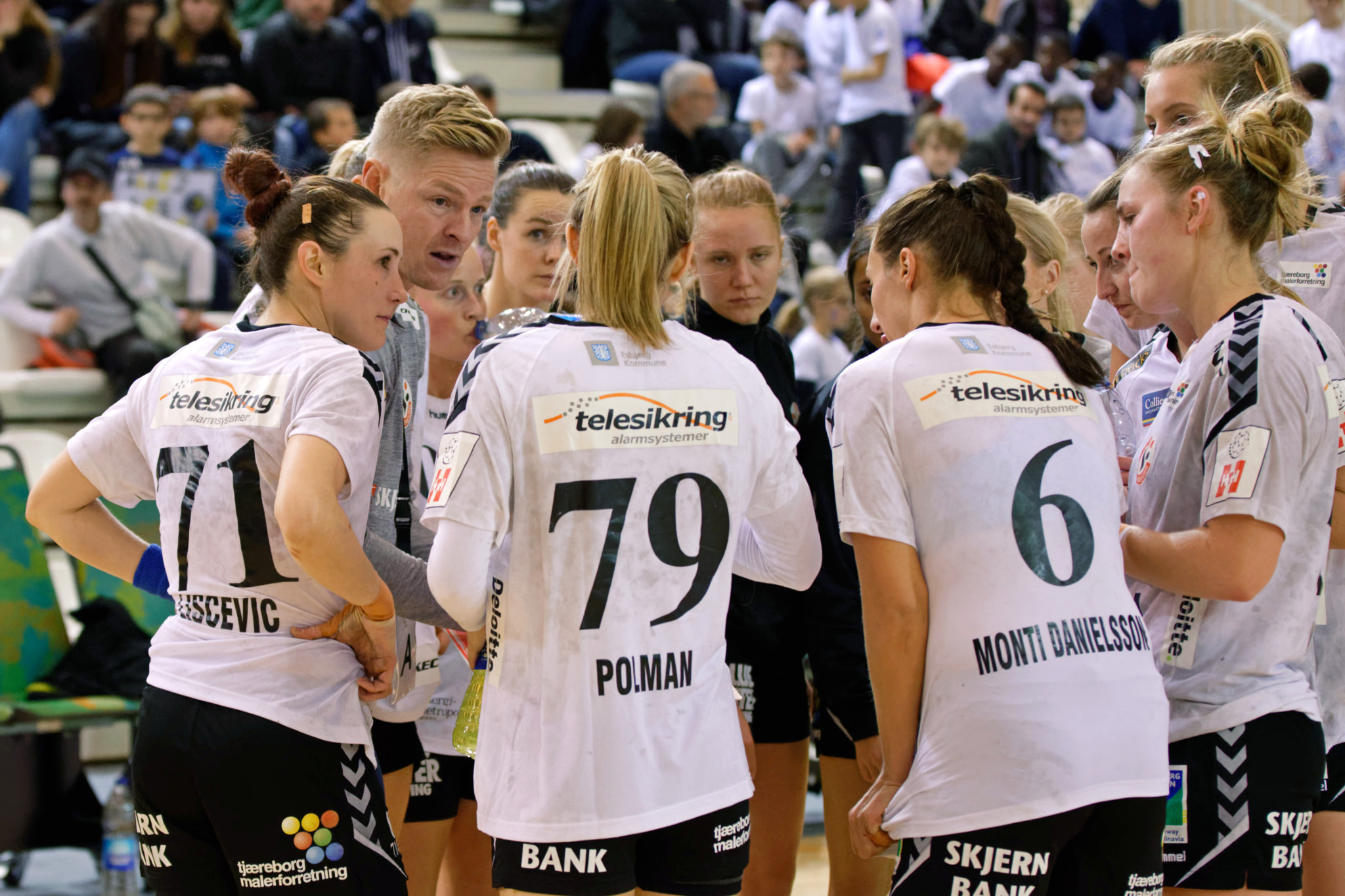
Jesper Jensen med Team Esbjerg, 2018.

Jesper Haandbæk Jensen, född 30 oktober 1977 i Århus, är en dansk handbollstränare och tidigare handbollsspelare (mittnia). Han spelade 120 landskamper och gjorde 238 mål för Danmarks landslag. Han är sedan 2017 tränare för damlaget Team Esbjerg och sedan 2020 förbundskapten för Danmarks damlandslag. Han är bror till tidigare handbollsspelaren Trine Jensen.

## Klubbar som spelare
- HEI Skæring
- Team Esbjerg (–1999)
- Skjern Håndbold (1999–2013)

## Tränaruppdrag
- Vejen EH (2013–2014)
- Aalborg Håndbold (2014–2016)
- Team Esbjerg (2017–)
- Danmark (2020–)